# 粉花栝楼
粉花栝楼（学名：Trichosanthes subrosea），为葫芦科栝楼属下的一个植物种。